# Tulpenboomhout

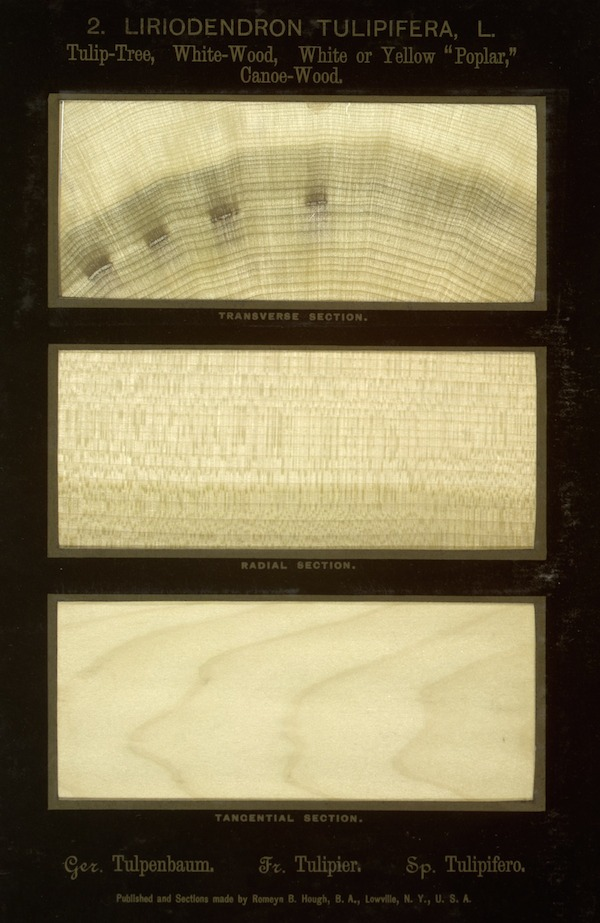
pagina uit The American Woods

Tulpenboomhout is een houtsoort afkomstig van Liriodendron tulipifera (tulpenboomfamilie, Magnoliaceae). De boom komt voor in  het oosten van Noord-Amerika, in het bijzonder in de staten Tennessee, Kentucky en West Virginia. 
In de VS is het een veelgebruikte houtsoort, en heet daar meestal "yellow-poplar" (soms ook "tulip poplar") of kortweg "poplar". Het is goed te bewerken. Het hout is rechtdradig en heeft geel- tot bruingroen gekleurd kernhout en witachtig spinthout. Het hout is zacht en niet zo slijtvast. 
Het wordt gebruikt voor meubels, muziekinstrumenten, speelgoed, draaiwerk, kaders, kisten, trappen en fineer (multiplex). 

## Galerij
In duurdere meubels wordt het gebruikt voor blindwerk (het hout zelf is dan dus niet zichtbaar voor de normale gebruiker).

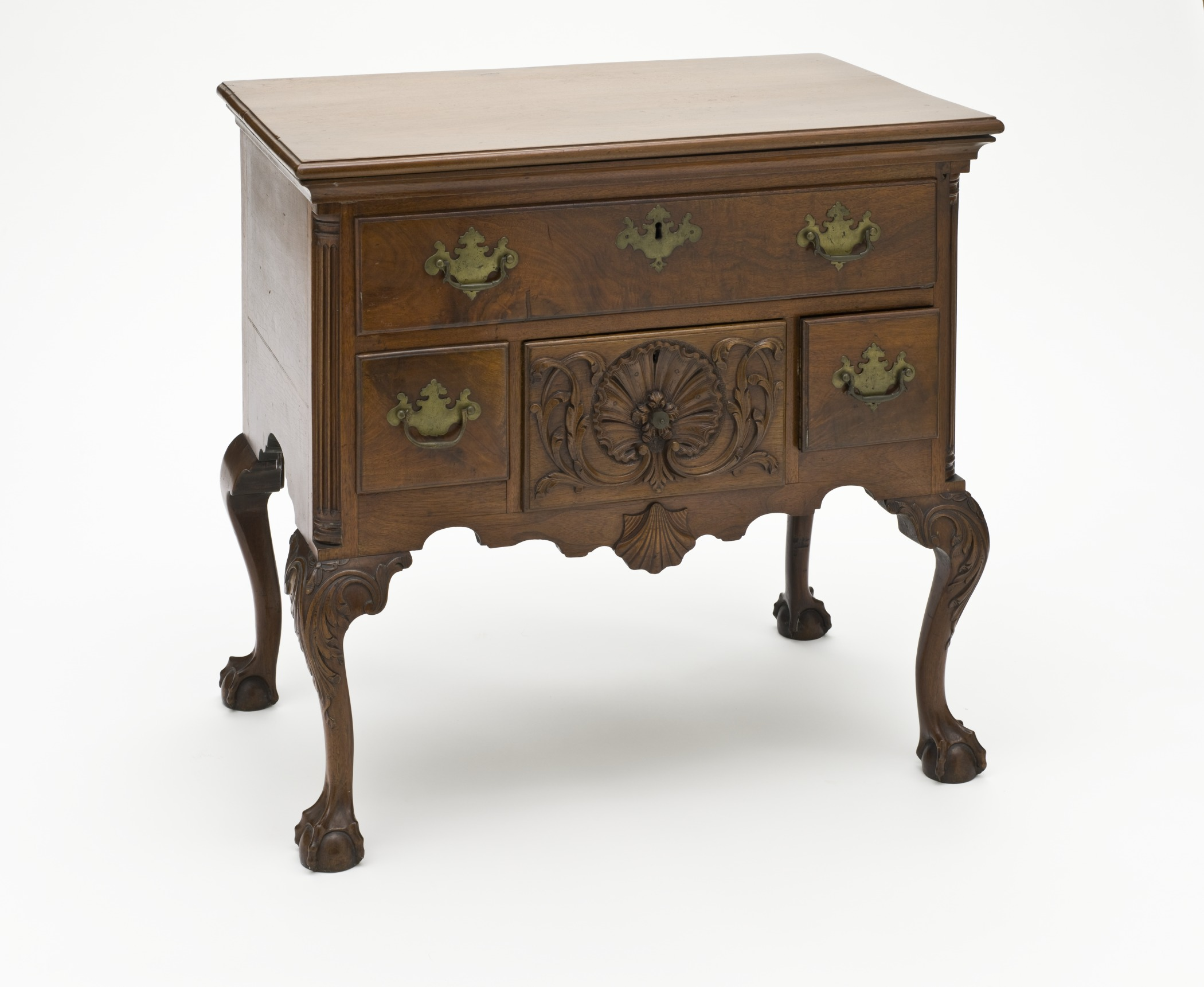
Circa 1770
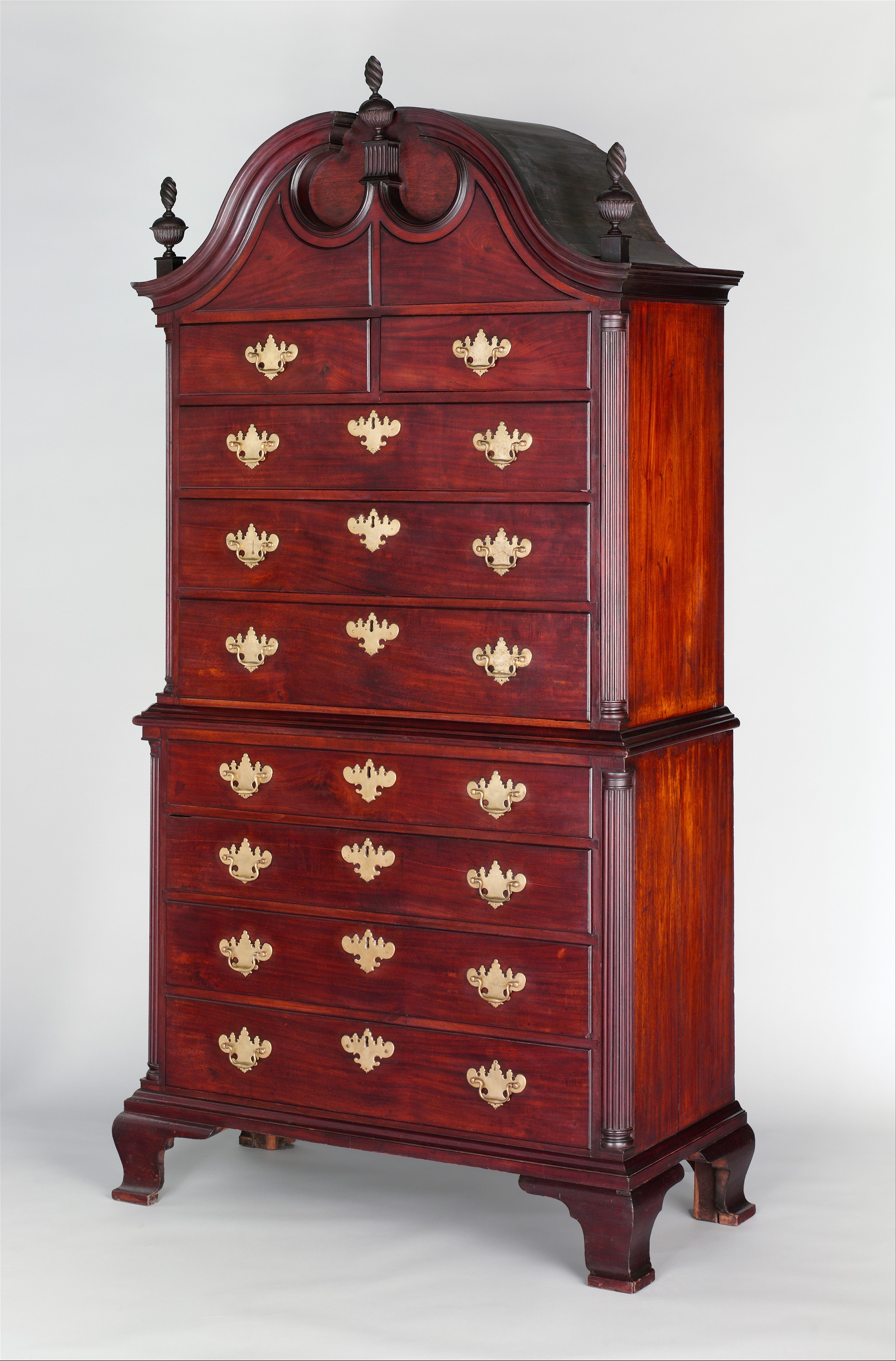
Circa 1772
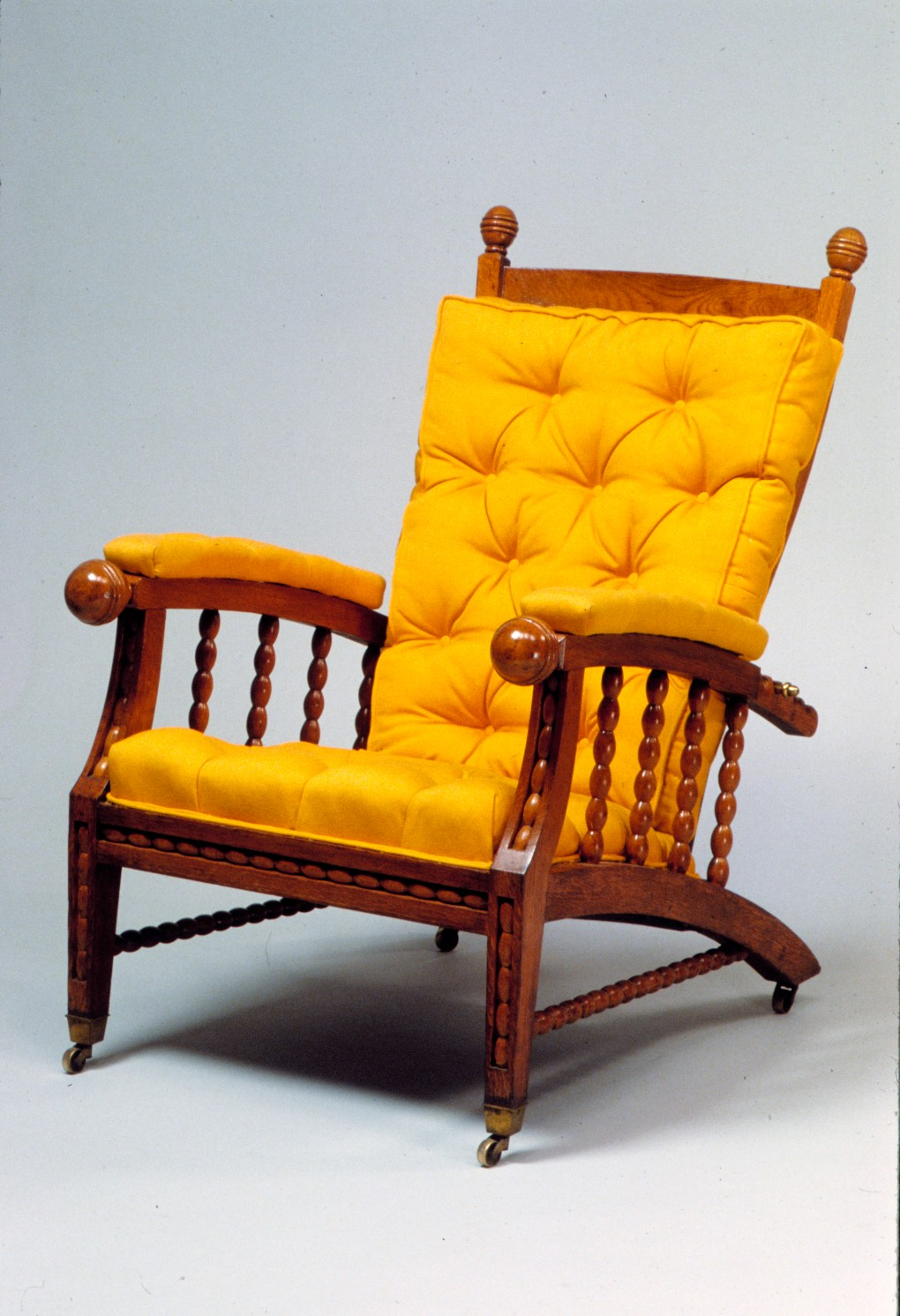
Circa 1887